# Відданий садівник
«Відданий садівник» (англ. The Constant Gardener) — трилер 2005 року режисера Фернанду Мейрелліша. Сценарій Джеффрі Кейна заснований на однойменному романі Джона ле Карре (2001). Фільм розповідає про Джастіна Квейла (Рейф Файнз), британського дипломата у Кенії, який намагається розкрити вбивство своєї дружини Тесси (Рейчел Вайс), активістки Amnesty International, розслідування чергується з багатьма флешбеками, які розповідають історію їхнього кохання.
Фільм знімали в Лоянгалані та нетрях Кібера, району Найробі, Кенія. Умови району вразили акторів і знімальну групу настільки, що вони створили Constant Gardener Trust, щоб забезпечити базову освіту для цих сіл. Сюжет частково базувався на подіях в Кано, Нігерія. Версія на DVD вийшла у США 1 січня 2006 року та у Великій Британії 13 березня 2006 року. Дбайлива та невпинна увага Джастіна до своїх рослин — це повторювана основна тема, на основі якої була взята назва фільму. Губерт Краунде, Денні Г'юстон, Білл Наї, Піт Поселтвейт і Дональд Самптер виконали головні ролі. Фільм мав успіх у критиків і отримав чотири номінації на «Оскар», а Рейчел Вайс стала лауреатом як найкраща акторка за виконання ролі другого плану.

## Сюжет
Джастін Квейл, британський дипломат та любитель садівництва, який працює у Кенії, дізнається, що його дружину Тессу знайшли мертвою у Велді. Тесса була вбита на перехресті разом зі своїм кенійським водієм. Спочатку підозрюють її колегу, лікаря Арнольда Блума, але його вбивають того ж дня, коли й Тессу. Ширилися різні чутки, зокрема, що у них був роман; пізніше з'ясувалося, що Блум був геєм.
Флешбеки показують знайомство Джастіна з майбутньою дружиною Тессою, волонтером та активісткою Amnesty International. Він закохується в неї, і вона вмовляє його взяти її з собою до Кенії. Попри їхній люблячий шлюб, Тесса приховує від Джастіна причину, чому вона звернулася до нього в першу чергу: розслідування підозрілого випробування ліків в Кенії та викриття цього. Коли Тесса починає занадто близько підходити до розкриття зловживань впливової фармацевтичної компанії, її та її колегу жорстоко вбивають.
По мірі того, як розкривається таємниця, яка оточує смерть його дружини, Джастін стає рішучим, щоб дістатися до суті її вбивства. Незабаром він стикається з фармацевтичною корпорацією, яка використовує населення Кенії для шахрайського тестування протитуберкульозного препарату. Препарат має відомі шкідливі побічні ефекти, але корпорація повністю ігнорує вплив на здоров'я своїх бідних африканських учасників випробувань.
Сер Бернард Пеллегрин очолює відділ Африки в Міністерстві закордонних справ і є босом як Джастіна, так і британського Верховного комісара Сенді Вудроу. У своїх розслідуваннях Джастін виявляє, що Тесса приховала від нього звіт про смерті, викликані Діпраксом, і він отримує компрометуючий лист, який Тесса взяла у Сенді. Джастін стикається з Сенді, який говорить йому, що Тесса хотіла зупинити тести препарату та переробити його формулу. Однак це коштувало б мільйонів доларів і суттєво затримало випуск, за цей час з'явилися б аналоги. Пеллегрін вважав звіт Тесси занадто згубним і заявив, що її треба зупинити. Компанія загрожує Джастіну: він повинен припинити свої розслідування або його спіткає доля дружини. Одного разу навіть відправили агентів, щоб його побити.
Все ще повний рішучості, Джастін сідає на літак ООН для надання допомоги та летить в село, де живе лікар, який надав Тессі клінічні дані, використані у звіті. Лікар передає Джастіну копію звіту, але на село здійснюють набіг озброєні мешканці на конях, тому Джастін і лікар змушені були тікати від розправи. Джастін наказав літаку висадити його на тому місці, де померла Тесса. Там він думає про Тессу; він говорить її пам'яті, що знає всі її секрети, що тепер він розуміє її та що він повертається додому. Після його задуму він гине в організованому нападі.
На похороні Тесси та Джастіна адвокат Джастіна читає звинувачуючий лист, який Пеллегрін написав Вудроу. У листі Пеллегрін наказав стежити за Тессою, блокуючи її звіти, в яких детально описуються випадки смерті, спричинені Діпраксою, та пояснюється, що компанія не могла б понести відповідальність за смерті від препарату, якщо вона ніколи офіційно не отримала звітів. Скандал розкритий, Пеллегрін залишає церемонію, в супроводі журналістів.

## У ролях
| Актор            | Роль                  |
| ---------------- | --------------------- |
| Рейф Файнз       | Джастін Квейл         |
| Рейчел Вайс      | Тесса Ебботт-Квейл    |
| Денні Г'юстон    | Сенді Вудроу          |
| Білл Наї         | Сер Бернард Пеллегрін |
| Піт Поселтвейт   | лікар Лорбір          |
| Губерт Коунде    | Арнольд Блум          |
| Арчі Панджабі    | Гіта Пірсон           |
| Жерар Мак-Сорелі | Сер Кеннет Кертіс     |
| Дональд Самптер  | Тім Донаг'ю           |
| Річард Мак-Кейб  | Артур Гаммонд         |
| Джульєт Обрі     | Глорія Вудроу         |
| Нік Редінг       | Крік                  |

## Джерело натхнення та теми
Сюжет фільму ґрунтується на реальних подіях, які відбувались в Кано, Нігерія: антибактеріальні тести на маленьких дітях.
Назва фільму походить від дбайливої та невпинної уваги Джастіна до своїх рослин — це повторювана основна тема, яка говорить про його терпіння та наполегливість.

## Виробництво
Фільм знімали в Лоянгалані та нетрях Кібера, район Найробі, Кенія. Умови району вплинули на акторів і знімальну групу настільки, що вони створили Constant Gardener Trust, щоб забезпечити базову освіту для цих сіл.

## Сприйняття

### Касові збори
Світові касові збори склали $ 82 466 670.

### Критика
На сайті Rotten Tomatoes фільм має рейтинг 83 % на основі 189 критичних оглядів із середньою оцінкою 7,6 / 10. У консенсусі зазначено: «„Відданий садівник“ — це розумний, захоплюючий і напружений трилер із розкішною грою головних акторів». Роджер Еберт із «Чикаго сан-таймс» назвав його «одним із найкращих фільмів року». «Ю-Ес-Ей тудей» зауважила, що «пристрасть, зрада, чудова кінематографія, суспільна критика, зіркова гра та розумна кмітливість ставлять його в особливу категорію близьку до досконалості». Однак Майкл Аткінсон із «Віллидж войс» розкритикував фільм.

### Номінації та нагороди
| Нагороди та номінації фільму «Відданий садівник» | Нагороди та номінації фільму «Відданий садівник» | Нагороди та номінації фільму «Відданий садівник»            | Нагороди та номінації фільму «Відданий садівник»                     | Нагороди та номінації фільму «Відданий садівник» | Нагороди та номінації фільму «Відданий садівник» |
| Рік                                              | Кінофестиваль/кінопремія                         | Категорія/нагорода                                          | Номінант                                                             | Результат                                        |                                                  |
| ------------------------------------------------ | ------------------------------------------------ | ----------------------------------------------------------- | -------------------------------------------------------------------- | ------------------------------------------------ | ------------------------------------------------ |
| 2005                                             | Премія британського незалежного кіно             | Найкращий британський незалежний фільм                      | «Відданий садівник»                                                  | Перемога                                         |                                                  |
| 2005                                             | Премія британського незалежного кіно             | Найкращий актор                                             | Рейф Файнз                                                           | Перемога                                         |                                                  |
| 2005                                             | Премія британського незалежного кіно             | Найкраща акторка                                            | Рейчел Вайс                                                          | Перемога                                         |                                                  |
| 2005                                             | Премія британського незалежного кіно             | Найкраща актор / акторка другого плану                      | Білл Наї                                                             | Номінація                                        |                                                  |
| 2005                                             | Премія британського незалежного кіно             | Найкращий режисер                                           | Фернанду Мейрелліш                                                   | Номінація                                        |                                                  |
| 2005                                             | Премія британського незалежного кіно             | Найкращий сценарій                                          | Джеффрі Кейн                                                         | Номінація                                        |                                                  |
| 2005                                             | Премія британського незалежного кіно             | Найкращі технічні досягнення                                | Сесар Чарлоне                                                        | Номінація                                        |                                                  |
| 2005                                             | Європейський кіноприз                            | Найкращий фільм спільного виробництва                       | Фернанду Мейрелліш                                                   | Номінація                                        |                                                  |
| 2005                                             | Супутник                                         | Найкращий актор другого плану (драма)                       | Денні Г'юстон                                                        | Перемога                                         |                                                  |
| 2005                                             | Супутник                                         | Найкраща операторська робота                                | Сесар Чарлоне                                                        | Перемога                                         |                                                  |
| 2005                                             | Супутник                                         | Найкраща оригінальна музика                                 | Альберто Іглесіас                                                    | Номінація                                        |                                                  |
| 2005                                             | Венеційський кінофестиваль                       | Премія молодим кінематографістам: Найкращий іноземний фільм | Фернанду Мейрелліш                                                   | Перемога                                         |                                                  |
| 2005                                             | Венеційський кінофестиваль                       | «Золотий лев»                                               | Фернанду Мейрелліш                                                   | Номінація                                        |                                                  |
| 2006                                             | «Оскар»                                          | Найкраща жіноча роль другого плану                          | Рейчел Вайс                                                          | Перемога                                         |                                                  |
| 2006                                             | «Оскар»                                          | Найкращий сценарій-адаптація                                | Джеффрі Кейн                                                         | Номінація                                        |                                                  |
| 2006                                             | «Оскар»                                          | Найкращий монтаж                                            | Клер Сімпсон                                                         | Номінація                                        |                                                  |
| 2006                                             | «Оскар»                                          | Найкраща музика                                             | Альберто Іглесіас                                                    | Номінація                                        |                                                  |
| 2006                                             | «Золотий глобус»                                 | Найкраща жіноча роль другого плану                          | Рейчел Вайс                                                          | Перемога                                         |                                                  |
| 2006                                             | «Золотий глобус»                                 | Найкращий фільм (драма)                                     | «Відданий садівник»                                                  | Номінація                                        |                                                  |
| 2006                                             | «Золотий глобус»                                 | Найкращий режисер                                           | Фернанду Мейрелліш                                                   | Номінація                                        |                                                  |
| 2006                                             | «БАФТА»                                          | Найкращий монтаж                                            | Клер Сімпсон                                                         | Перемога                                         |                                                  |
| 2006                                             | «БАФТА»                                          | Найкращий британський фільм                                 | Фернанду Мейрелліш, Саймон Ченнінг Вілльямс, Гейл Еган               | Номінація                                        |                                                  |
| 2006                                             | «БАФТА»                                          | Найкращу музику до фільму                                   | Альберто Іглесіас                                                    | Номінація                                        |                                                  |
| 2006                                             | «БАФТА»                                          | Найкращий фільм                                             | Саймон Ченнінг Вілльямс                                              | Номінація                                        |                                                  |
| 2006                                             | «БАФТА»                                          | Найкращий адаптований сценарій                              | Джеффрі Кейн                                                         | Номінація                                        |                                                  |
| 2006                                             | «БАФТА»                                          | Найкраща чоловіча роль                                      | Рейф Файнз                                                           | Номінація                                        |                                                  |
| 2006                                             | «БАФТА»                                          | Найкраща жіноча роль (кіно)                                 | Рейчел Вайс                                                          | Номінація                                        |                                                  |
| 2006                                             | «БАФТА»                                          | Найкращу операторську роботу                                | Сесар Чарлоне                                                        | Номінація                                        |                                                  |
| 2006                                             | «БАФТА»                                          | Найкращий звук                                              | Йоакім Сундстрем, Стюарт Вілсон, Майк Прествуд Сміт, Свен Тейтс      | Номінація                                        |                                                  |
| 2006                                             | «БАФТА»                                          | Найкраща режисерська робота                                 | Фернанду Мейрелліш                                                   | Номінація                                        |                                                  |
| 2006                                             | Премія Гільдії кіноакторів                       | Найкраща жіноча роль другого плану                          | Рейчел Вайс                                                          | Перемога                                         |                                                  |
| 2006                                             | Монтажери американського кіно                    | Найкращий монтаж фільму — драма                             | Клер Сімпсон                                                         | Номінація                                        |                                                  |
| 2006                                             | Гільдія артдиректорів                            | Сучасний фільм                                              | Марк Тілдеслі, Кріс Лов, Деніс Шнегг, Коралі Л'ю                     | Номінація                                        |                                                  |
| 2006                                             | Каннський кінофестиваль                          | Найкраща оригінальна музика                                 | Альберто Іглесіас                                                    | Перемога                                         |                                                  |
| 2006                                             | Асоціація кінокритиків Чикаго                    | Найкраща жіноча роль другого плану                          | Рейчел Вайс                                                          | Номінація                                        |                                                  |
| 2006                                             | Гойя                                             | Найкращий європейський фільм                                | Фернанду Мейрелліш                                                   | Номінація                                        |                                                  |
| 2006                                             | Премія Лондонського гуртка кінокритиків          | Найкращий британський фільм року                            | «Відданий садівник»                                                  | Перемога                                         |                                                  |
| 2006                                             | Премія Лондонського гуртка кінокритиків          | Найкращий британський актор року                            | Рейф Файнз                                                           | Перемога                                         |                                                  |
| 2006                                             | Премія Лондонського гуртка кінокритиків          | Найкраща британська актриса року                            | Рейчел Вайс                                                          | Перемога                                         |                                                  |
| 2006                                             | Премія Лондонського гуртка кінокритиків          | Найкращий британський продюсер року                         | Саймон Ченнінг Вілльямс                                              | Перемога                                         |                                                  |
| 2006                                             | Премія Лондонського гуртка кінокритиків          | Найкращий фільм року                                        | «Відданий садівник»                                                  | Номінація                                        |                                                  |
| 2006                                             | Премія Лондонського гуртка кінокритиків          | Найкраща режисерська робота року                            | Фернанду Мейрелліш                                                   | Номінація                                        |                                                  |
| 2006                                             | Премія Лондонського гуртка кінокритиків          | Найкращий сценарист                                         | Джеффрі Кейн                                                         | Номінація                                        |                                                  |
| 2006                                             | Гільдія сценаристів США                          | Найкращий адаптований сценарій                              | Джеффрі Кейн                                                         | Номінація                                        |                                                  |
| 2006                                             | Товариство кінокритиків Ванкувера                | Найкраща жіноча роль другого плану                          | Рейчел Вайс                                                          | Номінація                                        |                                                  |
| 2006                                             | Аудіомонтажери кіно                              | Найкращий монтаж звуку в художньому фільмі — іноземний      | Йокім Сундстрем, Нік Адамс, Дженні Еванс, Пол Райтсон, Ніколас Бекер | Номінація                                        |                                                  |
| 2006                                             | Аудіомонтажери кіно                              | Найкращий монтаж звуку в художньому фільмі — музика         | Тоні Л'юїс                                                           | Номінація                                        |                                                  |

## Дедикація та післямова
Джон ле Карре в першому виданні роману 2001 року, на якому базується фільм, написав посвяту та особисту післямову. Дедикація та частина післямови (із змінами) відтворені у заключних титрах. Перша стверджує: «Цей фільм присвячений Іветті П'єрпаолі та всім іншим працівникам гуманітарної допомоги, які жили та померли, не звертаючи на це уваги». Остання продовжує (у наступному кадрі): «Ніхто в цій історії, і ніяка компанія або корпорація, слава Богу, не базується на реальній особі чи компанії в реальному світі, але я можу сказати вам це, оскільки моя подорож через фармацевтичні джунглі просувалась, я зрозумів, що в порівнянні з реальністю моя історія була такою ж прикрашеною, як святкова листівка». Текст з'являється над іменем Джона ле Карре.